# Liste von Migros-Unternehmen
Die Liste von Migros-Unternehmen bietet eine Übersicht der Unternehmensstruktur der Migros, eines der grössten Detailhandelsunternehmen der Schweiz. Der Konzern ist ein Konglomerat verschiedener Genossenschaften, Aktiengesellschaften, Stiftungen und strategischer Geschäftseinheiten, die zusammen den Migros-Genossenschafts-Bund (MGB) mit Sitz in Zürich bilden. Die Eigentümer des MGB sind die zehn regionalen Genossenschaften. Untergeordnete Unternehmen gehören entweder dem MGB oder, in Einzelfällen, direkt einer der Genossenschaften.
Die Liste gibt eine (zum Teil veraltete) Auswahl wieder, ohne Gewähr für Vollständigkeit.

## Genossenschaften
| Unternehmen                                   | Hauptsitz     | Gründung |
| --------------------------------------------- | ------------- | -------- |
| Cooperativa Migros Ticino                     | Sant’Antonino | 1933     |
| Genossenschaft Migros Aare                    | Moosseedorf   | 1998     |
| Genossenschaft Migros Basel                   | Basel         | 1941     |
| Genossenschaft Migros Luzern                  | Dierikon      | 1941     |
| Genossenschaft Migros Ostschweiz              | Gossau        | 1998     |
| Genossenschaft Migros Wallis                  | Martigny      | 1955     |
| Genossenschaft Migros Zürich                  | Zürich        | 1941     |
| Société coopérative Migros Genève             | Carouge       | 1945     |
| Société coopérative Migros Neuchâtel-Fribourg | La Tène       | 1941     |
| Société coopérative Migros Vaud               | Ecublens      | 1946     |

## Detailhandel
| Unternehmen               | Hauptsitz      | Zweck | Gründung (G) / Übernahme (Ü) |
| ------------------------- | -------------- | --- | ---------------------------- |
| Denner AG                 | Zürich         | Discount-Lebensmitteldetailhandel                                                                            | 2007 (Ü)                     |
| Digitec Galaxus AG        | Zürich         | Online-Warenhaus                                                                                             | 2015 (Ü)                     |
| Ex Libris AG              | Dietikon       | Medienhandelsunternehmen                                                                                     | 1956 (Ü)                     |
| Migros Online             | Ecublens       | Online-Supermarkt                                                                                            | 2006 (Ü)                     |
| Migros Supermarkt AG      | Zürich         | Lebensmitteldetailhandel                                                                                     | 2024 (G)                     |
| Migrol AG * Swisstherm AG | Zürich Wildegg | Mineralölhandel, Tankstellen und Tankstellenshops Wärmepumpen, Ölheizungen, Warmwasserspeicher, Solaranlagen | 1954 (G) 2017 (Ü)            |
| Migrolino AG              | Suhr           | Convenience-Shops                                                                                            | 2009 (G)                     |
| VOI AG                    | Moosseedorf    | Kooperationen mit unabhängigen Detailhandels-Franchisenehmern                                                | 2009 (G)                     |

## Grosshandel
| Unternehmen             | Hauptsitz        | Zweck                        | Gründung (G) / Übernahme (Ü) |
| ----------------------- | ---------------- | ---------------------------- | ---------------------------- |
| Migros (Hong Kong) Ltd. | Hongkong         | Warenbeschaffung in Ostasien | 1995 (G)                     |
| Migros India Pvt. Ltd.  | Gurugram, Indien | Warenbeschaffung in Südasien | 2012 (G)                     |

## Logistik
| Unternehmen              | Hauptsitz | Zweck                                                            | Gründung |
| ------------------------ | --------- | ---------------------------------------------------------------- | -------- |
| Migros Verteilbetrieb AG | Neuendorf | Logistik für Non-Food, Near-Food, Tiefkühlprodukte und Textilien | 1974     |

## Lebensmittelproduktion
Die Produktionsunternehmen des MGB im Food- und Nearfood-Geschäft werden in der Migros Industrie zusammengefasst. Es gibt vier grosse Unternehmensgruppen (Segmente), die zentrale Migros Industrie AG sowie Vertriebsgesellschaften im Ausland.

### Delica AG
| Unternehmen | Hauptsitz | Produkte | Gründung (G) / Übernahme (Ü) / Fusion (F) |
| ----------- | --------- | --- | ----------------------------------------- |
| Delica AG   | Buchs AG  | Kaffee, Schokolade, Biscuits, Glace, Kaugummi, Snacks (Getreideriegel, Trockenfrüchte, Nüsse, Apéro, Cracker), Kochen und Backen (Reis, Hülsenfrüchte, Trockenpilze, Kerne und Samen, Backartikel und Dessertpulver) | 1928 (G) 2021 (F)                         |

### Fresh Food & Beverage AG
| Unternehmen                 | Hauptsitz  | Produkte                                                    | Gründung (G) / Übernahme (Ü) / Fusion (F) |
| --------------------------- | ---------- | ----------------------------------------------------------- | ----------------------------------------- |
| Fresh Food & Beverage Group | Volketswil | Brot, Backwaren, Teigwaren, Tiefkühlkost Brot und Backwaren | 1931 (Ü) 2017 (Ü)                         |
| dazu gehören:               |            |                                                             |                                           |
| Aproz Sources Minérales SA  | Nendaz     | Mineralwasser, Erfrischungsgetränke                         | 1958 (Ü)                                  |
| Hug Bäckerei AG             | Luzern     | Brot und Backwaren                                          | 2017 (Ü)                                  |
| Sushi Mania                 |            |                                                             |                                           |

### Elsa Group
| Unternehmen       | Hauptsitz              | Produkte                  | Gründung (G) / Übernahme (Ü) |
| ----------------- | ---------------------- | ------------------------- | ---------------------------- |
| Elsa Group SA     | Estavayer-le-Lac       | Milch, Milchprodukte      | 1955 (G)                     |
| dazu gehören:     |                        |                           |                              |
| Idhéa             | Hochfelden, Frankreich | Kaltsaucen, Gewürze       | 2016 (Ü)                     |
| Mifroma France SA | Chalamont, Frankreich  | Export von Schweizer Käse | 1993 (G)                     |

### Micarna-Gruppe
| Unternehmen           | Hauptsitz | Produkte                                                                                                 | Gründung (G) / Übernahme (Ü) |
| --------------------- | --------- | --- | ---------------------------- |
| Micarna AG            | Courtepin | Fleisch, Geflügel und Seafood                                                                            | 1958 (G)                     |
| dazu gehören:         |           | |                              |
| Mérat AG              | Bern      | Produkte für die Gastronomie: Fleisch und Fleischwaren, Geflügel, Fisch, Eier und weitere Nahrungsmittel | 2004 (Ü)                     |
| Favorit Geflügel AG   | Lyss      | Geflügel                                                                                                 | 2010 (Ü)                     |
| Lüchinger + Schmid AG | Kloten    | Eier, Tiefkühlprodukte, Eiprodukte                                                                       | 2017 (Ü)                     |
| Optisol SA            | Saillon   | Düngemittel aus Hühnermist                                                                               | 1969 (G)                     |

### Migros Industrie AG
| Unternehmen         | Hauptsitz | Produkte                                                                  | Gründung (G) / Übernahme (Ü) / Fusion (F) |
| ------------------- | --------- | ------------------------------------------------------------------------- | ----------------------------------------- |
| Migros Industrie AG | Zürich    | Zentrale Management- und Dienstleistungsgesellschaft der Migros Industrie | 2013 (G)                                  |

### Vertriebsgesellschaften
| Unternehmen                  | Hauptsitz                     | Gründung |
| ---------------------------- | ----------------------------- | -------- |
| M-Industry China             | Shanghai, Volksrepublik China | 2015     |
| M-Industrie Deutschland GmbH | Bensheim, Deutschland         | 2015     |
| M-Industrie France SA        | Paris, Frankreich             | 2017     |
| M-Industry Japan K.K.        | Tokio, Japan                  | 2013     |
| M-Industry Netherlands B.V.  | Rotterdam, Niederlande        | 2017     |
| M-Industry Spain             | ?, Spanien                    | 2013     |

## Tourismus
| Unternehmen                 | Hauptsitz                  | Zweck                                                                                                | Gründung (G) / Übernahme (Ü) |
| --------------------------- | -------------------------- | --- | ---------------------------- |
| Hotelplan Holding AG        | Glattbrugg                 | Holdinggesellschaft (bis 1981 Genossenschaft)                                                        | 1935 (G)                     |
| dazu gehören:               |                            | |                              |
| Hotelplan Management AG     | Glattbrugg                 | Konzern-Dienstleistungen für die Hotelplan-Gruppe                                                    | 1989 (G)                     |
| Hotelplan Suisse (MTCH AG)  | Glattbrugg                 | Reisebüros in der Schweiz (Globus Reisen, Hotelplan, Migros Ferien, Tourisme Pour Tous, Travelhouse) | 1993 (G)                     |
| BF International Travel AG  | Glattbrugg                 | Dienstleistungen im Bereich Business-to-Business                                                     | 2016 (G)                     |
| BTA First Travel AG         | Steinhausen                | Geschäftsreisen                                                                                      | 2010 (Ü)                     |
| Finass Reisen AG            | Wetzikon                   | Geschäfts-, Incentive- und Eventreisen                                                               | 2018 (Ü)                     |
| Holiday Home Division       | Glattbrugg                 | Ferienhäuser (Interhome, Interchalet)                                                                | 2011 (Ü)                     |
| Hotelplan (U.K. Group) Ltd. | Godalming, Großbritannien  | Reisebüros in Großbritannien (Esprit, EXPLORE!, Inghams, Inntravel, Santa’s Lapland, Ski Total)      | 1962 (Ü)                     |
| Vtours                      | Aschaffenburg, Deutschland | Dynamische Paketierung                                                                               | 2019 (Ü)                     |

## Gesundheit
| Unternehmen                                               | Hauptsitz                        | Zweck                                                         | Gründung (G) / Übernahme (Ü) |
| --------------------------------------------------------- | -------------------------------- | ------------------------------------------------------------- | ---------------------------- |
| Medbase AG * Medbase Apotheken AG * zahnarztzentrum.ch AG | Winterthur Winterthur St. Gallen | Dienstleistungen im Gesundheitswesen Apotheken Zahnarztpraxen | 2010 (Ü) 2018 (Ü) 2020 (Ü)   |

## Finanzdienstleistungen
| Unternehmen    | Hauptsitz | Zweck                           | Gründung (G) / Übernahme (Ü) |
| -------------- | --------- | ------------------------------- | ---------------------------- |
| Migros Bank AG | Zürich    | Bank und Finanzdienstleistungen | 1958 (G)                     |

## Stiftungen
| Stiftung                               | Sitz          | Stiftungszweck                                                                    | Gründung |
| -------------------------------------- | ------------- | --------------------------------------------------------------------------------- | -------- |
| Fondation Pré Vert du Signal de Bougy  | Bougy-Villars | Betrieb und Unterhalt des Erholungsparks Signal de Bougy                          | 1970     |
| Gottlieb Duttweiler Institut           | Rüschlikon    | Forschungsinstitut und Denkfabrik                                                 | 1962     |
| Gottlieb und Adele Duttweiler-Stiftung | Zürich        | Unterstützung von Bestrebungen im Sinne der Stifter Gottlieb und Adele Duttweiler | 1961     |
| Migros-Kulturprozent                   | Zürich        | Förderung von Bildung, Kultur und gesellschaftlichem Zusammenhalt                 | 1957     |
| Stiftung Adele-Duttweiler-Preis        | Rüschlikon    | Ausrichtung eines Preises für soziales Engagement                                 | 1974     |
| Stiftung Gurten – Park im Grünen       | Köniz         | Betrieb und Unterhalt des Erholungsparks auf dem Gurten                           | 1999     |
| Stiftung «Im Grüene»                   | Rüschlikon    | Betrieb und Unterhalt des Erholungsparks Park im Grüene                           | 1946     |
| Stiftung Park im Grünen                | Münchenstein  | Betrieb und Unterhalt des Erholungsparks Grün 80                                  | 1978     |

## Weitere Unternehmen im MGB
| Unternehmen                       | Hauptsitz   | Zweck                                                                             | Gründung (G) / Übernahme (Ü) |
| --------------------------------- | ----------- | --------------------------------------------------------------------------------- | ---------------------------- |
| Ferrovia Monte Generoso SA        | Mendrisio   | Betrieb der Bergbahn auf den Monte Generoso                                       | 1980 (Ü)                     |
| Liegenschaften-Betriebs-AG        | Wallisellen | Liegenschaftsverwaltung                                                           | 1997 (Ü)                     |
| Miduca AG                         | Zürich      | Weiterbildung (Klubschule Migros, Institut für berufliche Aus- und Weiterbildung) | 1944/2022 (G)                |
| Migros Beteiligungen AG           | Zürich      | Erwerb und Verwaltung von Beteiligungen                                           | 2008 (G)                     |
| Migros Museum für Gegenwartskunst | Zürich      | Kunstmuseum                                                                       | 1996 (G)                     |
| Migros-Pensionskasse              | Schlieren   | Berufliche Vorsorge für alle Unternehmen der Migros-Gruppe                        | 1934 (G)                     |
| Mitreva AG                        | Zürich      | Interne Revisionen für alle Unternehmen der Migros-Gruppe                         | 1978 (G)                     |

## Unternehmen der regionalen Genossenschaften

### GMZ-Gruppe
Die Unternehmen der GMZ-Gruppe sind zu 100 % im Besitz der Genossenschaft Migros Zürich.
| Unternehmen         | Hauptsitz          | Zweck | Gründung (G) / Übernahme (Ü) |
| ------------------- | ------------------ | --- | ---------------------------- |
| Hitzberger          | Zürich             | Gourmet-Fastfood | 2017 (Ü)                     |
| Kaimug              | Zürich             | Thailändische Imbiss-Gastronomie | 2018 (G)                     |
| Movemi AG           | Zürich             | Fitnessstudios (ehemals Activ Fitness AG) | 2012 (G)                     |
| Ospena Group AG     | Zürich             | Gastronomie und Hotellerie (Delish, Frascati Zurigo, Igniv by Andreas Caminada, Marktgasse Hotel, Pizzeria Ristorante Molino, Restaurant Le Lacustre) | 2006 (G)                     |
| Tegut GmbH & Co. KG | Fulda, Deutschland | Lebensmitteldetailhandel | 2013 (Ü)                     |
| Herzberger Bäckerei | Fulda, Deutschland | Bäckerei | 2017 (Ü)                     |

### Übrige Genossenschaften
| Unternehmen                         | Hauptsitz            | Zweck                                        | Genossenschaft    | Gründung (G) / Übernahme (Ü) | Quelle(n)     |
| ----------------------------------- | -------------------- | -------------------------------------------- | ----------------- | ---------------------------- | ------------- |
| Bernaqua                            | Bern                 | Erlebnisbad                                  | Migros Aare       | 2008 (G)                     | [ 67 ]        |
| Change Migros                       | Carouge              | Wechselstuben                                | Migros Genf       | 1961 (G)                     | [ 68 ]        |
| FlowerPower Fitness und Wellness AG | Moosseedorf          | Fitnessstudios                               | Migros Aare       | 1986 (G)                     | [ 69 ]        |
| Kilcher Transporte AG               | Utzenstorf           | Logistik                                     | Migros Aare       | 2021 (Ü)                     | [ 70 ]        |
| Locaski                             | Carouge              | Detailhandel Wintersportartikel              | Migros Genf       | ? (G)                        | [ 71 ]        |
| Migros Fitnesscenter                | Münchenstein         | Fitnessstudios                               | Migros Basel      | ? (G)                        | [ 72 ]        |
| Migros France SAS                   | Archamps, Frankreich | Einkaufszentren in Frankreich                | Migros Genf       | 1993 (G)                     | [ 73 ]        |
| Migros Golf AG                      | Dierikon             | Betrieb und Verwaltung von Golfanlagen       | Migros Luzern     | 2022 (G)                     | [ 74 ]        |
| Migros Print-Shop                   | Carouge              | Druckdienstleistungen                        | Migros Genf       | ? (G)                        | [ 75 ]        |
| Migros Vita AG                      | Gossau               | Gesundheitsvorsorge                          | Migros Ostschweiz | 2010 (G)                     | [ 76 ]        |
| Mitico Ticino SA                    | Sant'Antonino        | Enoteca Vinarte (Wein- und Spirituosenkette) | Migros Tessin     | 2017 (G)                     | [ 77 ]        |
| Hotel Säntispark AG                 | Gaiserwald           | Erlebnisbad und Hotel                        | Migros Ostschweiz | 1986 (G)                     | [ 78 ] [ 79 ] |
| Vitam                               | Neydens, Frankreich  | Erlebnisbad und Hotel                        | Migros Genf       | 2009 (G)                     | [ 73 ]        |

## Ehemalige Unternehmen
| Unternehmen                                                   | Hauptsitz                             | Zweck | Zeitraum                        |
| ------------------------------------------------------------- | ------------------------------------- | --- | ------------------------------- |
| ACISO Fitness & Health GmbH                                   | München, Deutschland                  | Fitness- und Gesundheitsdienstleistungen im Ausland (Elements, Injoy Fitness, Inline-Gruppe, FT-Club)                | 2012–2021                       |
| Alnatura Bio Super Markt                                      | Zürich                                | Supermärkte für Bio-Lebensmittel (als Lizenznehmer im Rahmen eines Joint-Venture mit Alnatura)                       | 2012–2025                       |
| Au Bon Marché                                                 | Zürich                                | Warenhäuser | 2000–2004                       |
| Bedfinder                                                     | Glattbrugg                            | Digitalisierungsprojekte                                                                                             | 2016–2021                       |
| Best Smile AG                                                 | Winterthur                            | Dentaltechnik | 2019/2022 (Ü) – 2025            |
| Bike World AG                                                 | Zürich                                | Fahrräder, Mountainbikes, Zubehör, Komponenten, Sportbekleidung und -ausrüstung                                      | 1984–2025                       |
| Bridge Meetfood                                               | Zürich                                | Event-Gastronomie | 2020–2025                       |
| Cash + Carry Angehrn                                          | Gossau                                | Grosshandel (Teil von Saviva)                                                                                        | 2012–2017                       |
| Chickeria                                                     | Gossau                                | Fastfood (Migros Ostschweiz)                                                                                         | 2014–2020                       |
| Chocolat Frey AG * SweetWorks Inc. * Oak Leaf Confections Co. | Buchs AG Buffalo, USA Toronto, Kanada | Schokolade, Kaugummi                                                                                                 | 1950–2021 (Ü) 2014 (Ü) 2014 (Ü) |
| Die Tat                                                       | Zürich                                | Tageszeitung (bis 1939 Wochenzeitung)                                                                                | 1935–1978                       |
| Do it + Garden                                                | Zürich                                | Gartenzubehör, Bau- und Heimwerkerbedarf, Haushaltgeräte, Automobilzubehör                                           | 1959–2025                       |
| Dörig Käsehandel AG                                           | Wittenbach                            | Milchprodukte, insbesondere Käse aller Art                                                                           | 2008 (Ü)                        |
| Gastina GmbH                                                  | Frastanz, Österreich                  | Fertiggerichte, Pasta, Saucen                                                                                        | 2009–2020 (Ü)                   |
| Gries Deco Holding (Depot)                                    | Niedernberg, Deutschland              | Detailhandel für Wohnaccessoires und Kleinmöbel                                                                      | 2011–2019                       |
| Gründenmoos                                                   | St. Gallen                            | Sportanlage | 1981–2020 (G)                   |
| Interio                                                       | Zürich                                | Einrichtungsfachhandel                                                                                               | 1997–2020 (Ü)                   |
| In Memoriam Bider/Mittelholzer/Zimmermann                     | Zürich                                | Flugausbildung | 1938–1947 (G)                   |
| KGM/familia                                                   | Österreich                            | Lebensmitteldetailhandel (Dogro, Familia)                                                                            | 1993–1995                       |
| Konsum-Migros-Warenhandelsgesellschaft                        | Österreich                            | Beteiligung an Konsum Österreich                                                                                     | 1993–1995                       |
| Limmatdruck AG                                                | Spreitenbach                          | Druckerei (bis 1977 Genossenschaft zur Limmat)                                                                       | 1945–2011                       |
| Magazine zum Globus AG                                        | Zürich                                | Warenhäuser | 1997–2020                       |
| Maritime Suisse SA                                            | Basel                                 | Reederei | 1941–1943                       |
| Melectronics                                                  | Zürich                                | Unterhaltungselektronik, Computer, Haushaltgeräte, Multimedia                                                        | 1968–2024                       |
| Mibelle AG                                                    | Buchs AG                              | Kosmetik- und Hygieneprodukte                                                                                        | 1961–2025 (Ü)                   |
| Micasa                                                        | Zürich                                | Möbel | 1981–2025 (Ü)                   |
| Midor AG                                                      | Meilen                                | Biscuits, Gebäck, Glace, Snacks                                                                                      | 1928–2021 (Ü)                   |
| Mifa AG Frenkendorf                                           | Frenkendorf                           | Hauspflege, Fette | 1933–2022                       |
| Migros Deutschland GmbH                                       | Lörrach, Deutschland                  | Lebensmitteldetailhandel (Migros Basel)                                                                              | 1995–2013                       |
| Migros Türk                                                   | Istanbul, Türkei                      | Lebensmitteldetailhandel                                                                                             | 1954–1975                       |
| Migros-Verteilungs-GmbH                                       | Berlin, Deutschland                   | Lebensmitteldetailhandel                                                                                             | 1932–1933                       |
| Misenso AG                                                    | Zürich                                | Optik und Hörgeräteakustik                                                                                           | 2020–2024 (Ü)                   |
| M-Way                                                         | Opfikon                               | Fachhandel für E-Bikes                                                                                               | 2010–2019                       |
| Obi                                                           | Schaffhausen                          | Baumärkte (als Lizenznehmer im Rahmen des Joint-Venture OBI Bau- und Heimwerkermärkte Systemzentrale (Schweiz) GmbH) | 1999–2025 (Ü)                   |
| Office World                                                  | Bolligen                              | Detailhandel für Bürobedarf, -technik und -möbel                                                                     | 1997–2017                       |
| Reederei Zürich AG                                            | Basel                                 | Reederei | 1951–1963                       |
| Rheinreederei AG                                              | Genf                                  | Reederei | 1954–1963                       |
| Rheinreederei Zürich AG                                       | Basel                                 | Reederei | 1963–1996                       |
| Riseria Taverne SA                                            | Torricella-Taverne                    | Reis | 1957–2021 (Ü)                   |
| Saviva AG                                                     | Regensdorf                            | Zustellgrosshandel für Gastronomie, Hotellerie und Gesundheitswesen                                                  | 2002–2021 (Ü)                   |
| Schild AG                                                     | Spreitenbach                          | Mode-Detailhandel | 2013–2017 (Ü)                   |
| Schweizerische Reederei und Neptun AG                         | Basel                                 | Reederei | 1984–2000                       |
| Schwyzer Milchhuus AG                                         | Ingenbohl                             | Käse und andere Milchprodukte                                                                                        | 2017 (Ü)                        |
| Secura                                                        | Zürich                                | Versicherungsgesellschaft                                                                                            | 1959–1999                       |
| Snäx AG                                                       | Zürich                                | Verkaufs- und Dienstleistungskonzepte in der Gastronomie                                                             | 2019–2022 (G)                   |
| SoFine Foods B.V.                                             | Landgraaf, Niederlande                | vegane Lebensmittel                                                                                                  | 2019–2025 (Ü)                   |
| Sparrow Ventures / Migros Digital Solutions AG                | Zürich                                | Innovationsförderung                                                                                                 | 2018–2023(G)                    |
| SportX                                                        | Zürich                                | Sportschuhe, -bekleidung und -ausrüstung                                                                             | 1999–2025 (Ü)                   |
| Total Capsule Solutions SA                                    | Stabio                                | Kaffeekapseln | 2015–2021                       |